# 亞德四世

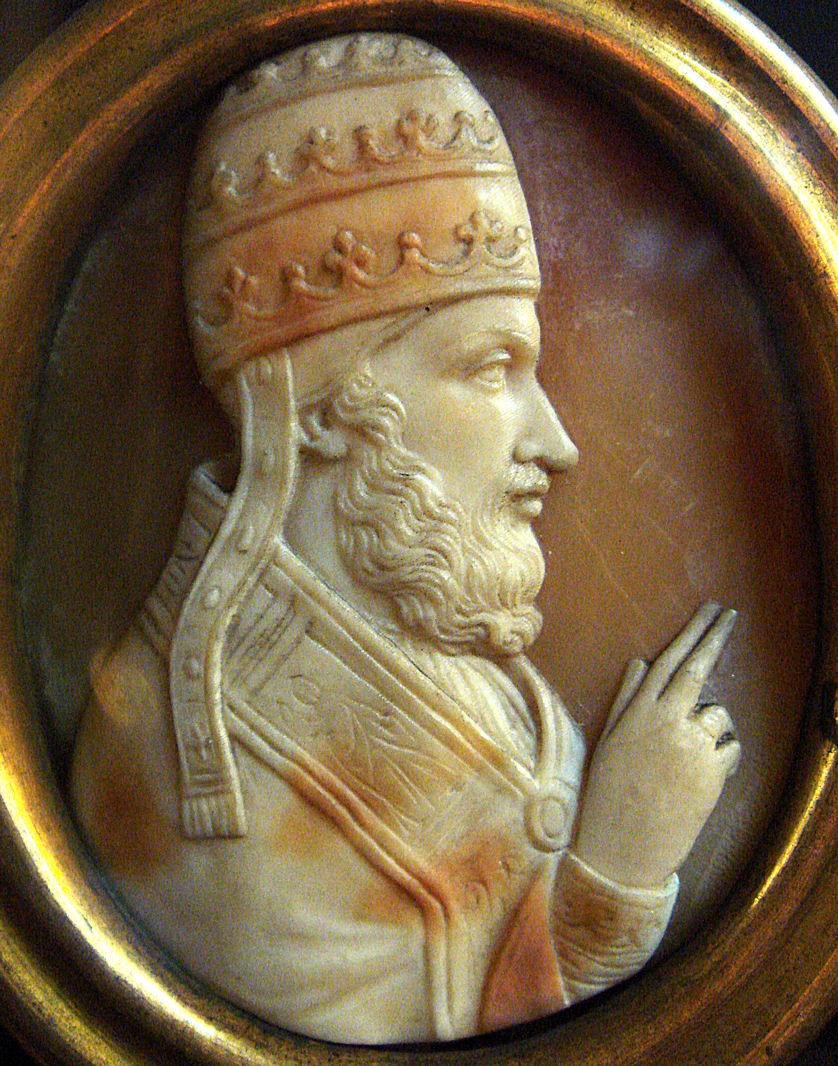
哈德良四世

哈德良四世（拉丁語：Hadrianus PP. IV；約1100年—1159年9月1日）本名尼各老·布雷克斯皮爾（Nicholas Breakspear），1154年12月4日當選教宗，翌日即位到1159年9月1日為止。他是歷史上唯一出身英格蘭的教宗。

## 逝世
1159年的一天，哈德良四世發表一篇演說，在演說中他猛烈地抨擊腓特烈一世皇帝，並揚言要將他逐出教門。據說哈德良四世是被他酒杯中的蒼蠅，鑽進粘在他的喉嚨口，窒息而死，但更可能是因扁桃腺周圍膿瘍致死的。

## 譯名列表
- 四世。
- 四世：香港天主教教區檔案　歷任教宗作。
- 亞得連四世：《大英簡明百科知識庫》2005年版[]作亞得連。
- 阿德里安四世：《世界人名翻譯大辭典》1993年版作阿德里安。
- 亞得里安四世：國立編譯舘[]作亞得里安。